# Dasanur, Kalghatgi
Dasanur là một làng thuộc tehsil Kalghatgi, huyện Dharwad, bang Karnataka, Ấn Độ.